# Molinaranea clymene
Molinaranea clymene är en spindelart som först beskrevs av Hercule Nicolet 1849.  Molinaranea clymene ingår i släktet Molinaranea och familjen hjulspindlar. Inga underarter finns listade i Catalogue of Life.